# تشخماقلوي عليا
تشخماقلوي عليا هي قرية في مقاطعة بل دشت، إيران. يقدر عدد سكانها بـ 17 نسمة بحسب إحصاء 2016.